# ヤーコプ・ヴァッカーナーゲル
ヤーコプ・ヴァッカーナーゲル（ドイツ語: Jacob Wackernagel(フランス語: Jakob Wackernagel)、1853年12月11日 - 1938年5月22日）は、スイスの言語学者。サンスクリットや古代ギリシア語の比較言語学的研究で知られる。また、ベルトルト・デルブリュックと並ぶインド・ヨーロッパ語族の統辞論の研究者でもあった。

## 経歴
1853年、スイス・バーゼルで生まれた。父のヴィルヘルムはドイツ学者、弟のルドルフは歴史学者。「ヤーコプ」の名は、名付け親であるヤーコプ・グリムから取られた。
バーゼル大学、ゲッティンゲン大学、ライプツィヒ大学で西洋古典学、歴史学、比較言語学を学んだ。とくに影響を受けたのは、ゲッティンゲンのテーオドール・ベンファイだった。バーゼル大学ではフリードリヒ・ニーチェの下で学び、1875年に同大学の博士号を得た。その後はバーゼル大学の私講師として教えた。
1879年にニーチェがバーゼル大学を去ると、その後継者としてギリシア語学ならびに文学の員外教授に就任した。1881年に正教授に昇進。1902年にゲッティンゲン大学の比較言語学の教授となり、1912年から翌年にかけては同校の副学長（「副」がつくのは、当時学長になるにはドイツ人である必要があったためで、実質的には学長）をつとめた。1912年に印欧語学会が創設されるが、ヴァッカーナーゲルは創立メンバーのひとりとして名を連ねている。
1914年7月に第一次世界大戦が勃発したため1915年にバーゼル大学に戻り、無給の言語学・古典文献学教授になった。バーゼル大学では1890～1891年と1918～1919年に学長をつとめた。1936年に退官し、1938年にバーゼルで没した。

## 研究内容・業績
記念碑的な大著『古代インド語文法』はサンスクリットの文法書で、著者の死後デブルンナー(Albert Debrunner 1884-1958)によって継続されたが、第4部にあたる動詞部分は出版されず、未完に終わった。
- Altindische Grammatik. Göttingen: Vandenhoeck und Ruprecht. (1896-1930)

1916年には『ホメーロスの言語学的研究』を出版した。
- Sprachliche Untersuchungen zu Homer. Göttingen: Vandenhoeck und Ruprecht. (1916)

主著『統辞論講義』（全2巻）は1918年以降に行った2回の講義をもとに書かれた本で、実際の統辞論に関する第3回講義の部分が出版されなかったため、題に反してこの本では統辞論そのものは扱われていない。高津春繁は「語の形態と結合に関して最も素晴らしい、あらゆる点で独自の研究と考慮の及んだ論述」と賞賛している。
- Vorlesungen über Syntax, mit besonderer Berücksichtigung von Griechisch，Lateinisch und Deutsch. Basel: Emil Birkhäuser. (1920-1924)（1926-1928に第2版）

1955年と1979年に論文集が出版されている（全3巻）。
- Kleine Schriften von Jacob Wackernagel. Göttingen: Vandenhoeck und Ruprecht. (1955-1979)